# Pobřeží Ningaloo
Pobřeží Ningaloo je název lokality světového přírodního dědictví UNESCO o souhrnné rozloze 7050 km². Zahrnuje jak pevninu poloostrova North West Cape, tak vodní plochu a podmořský svět východního Indického oceánu. Nachází se přibližně 1200 km severně od města Perth. Toto území je specifické tím, že se zdejší korálový útes Ningaloo (dlouhý okolo 250 km) nachází v bezprostřední blízkosti kontinentální pevniny - v nejužším místě pouhých 100 m. Poloostrov North West Cape je převážně tvořen vápencovým krasem se sítí jeskyň, podzemních řek, jezer a akviferů.
Pod mořskou hladinou bylo zdokumentováno více než 300 druhů korálů, přes 700 druhů útesových ryb, zhruba 650 druhů měkkýšů a 600 druhů korýšů a více než 1000 druhů mořských řas. V oblasti žijí rozmanité druhy mořských želv a vyskytují se zde i žraloci obrovští. Během zimních měsíců jsou zdejší vody součástí migračních tras delfínů, dugongů, rejnoků a velryb. 

## Významná světová hodnota podle UNESCO
Ningaloo se nachází na odlehlém pobřeží západní Austrálie podél východního Indického oceánu. Vzájemné propojení oceánu a pobřeží vytváří esteticky úchvatné suchozemské a mořské krajiny. V jeho vodách se nachází hlavní systém útesů s přímo přilehlými vápencovými krasovými jeskyněmi. Je zde vysoký stupeň endemismu suchozemských druhů s rozsáhlou mořskou rozmanitostí. Mořská část tohoto místa obsahuje vysokou typovou různorodost, která zahrnuje lagunu, útesy, otevřený oceán, kontinentální svah a šelf. Součástí jsou také pobřežní systémy, jako jsou skalnaté pobřeží, písečné pláže, ústí řek a mangrovy. Nejdominantnější mořskou lokalitou je útes Ningaloo, který obsahuje tropickou i mírnou mořskou faunu a flóru včetně mořských plazů a savců.
Hlavním suchozemským znakem pobřeží Ningaloo je rozsáhlý krasový systém a síť podzemních jeskyní a vodních toků v Cape Range. Teto systém zahrnuje stovky různých typů přírody, jako jsou jeskyně, doliny a podzemní vodní útvary, a obsahuje bohatou rozmanitost vysoce specializovaných podzemních druhů. Povrch poloostrova patří do ekoregionu, který je uznáván pro vysokou úroveň druhové bohatství a endemismu, zejména ptáků a plazů.

## Fotogalerie

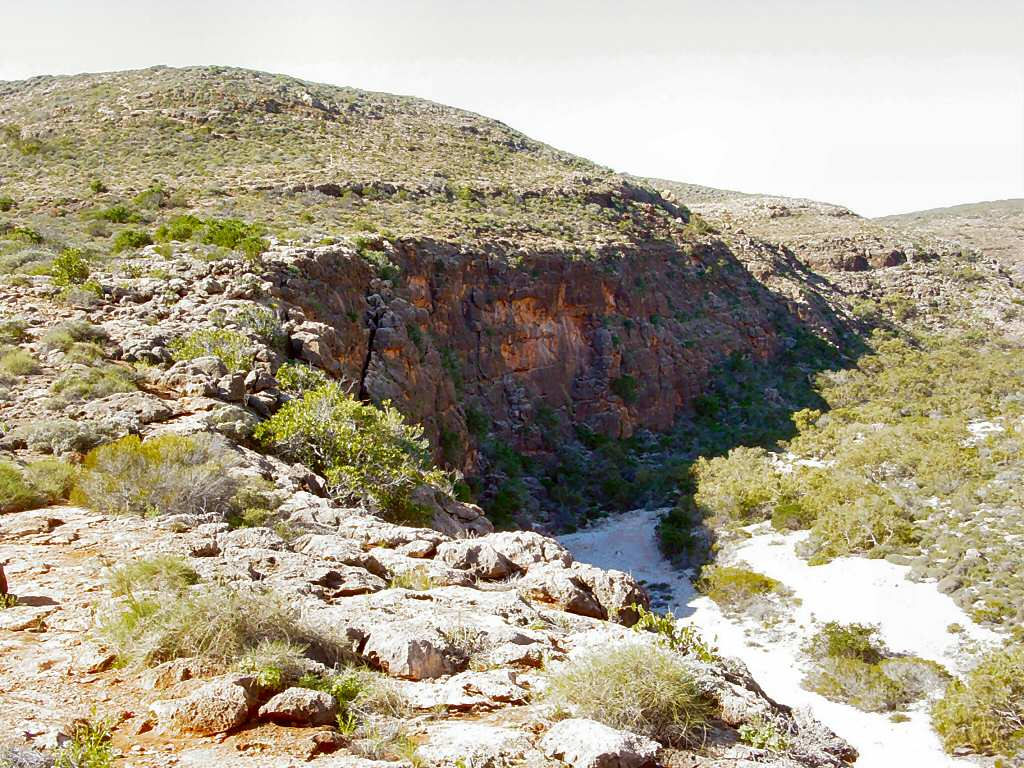
North West Cape
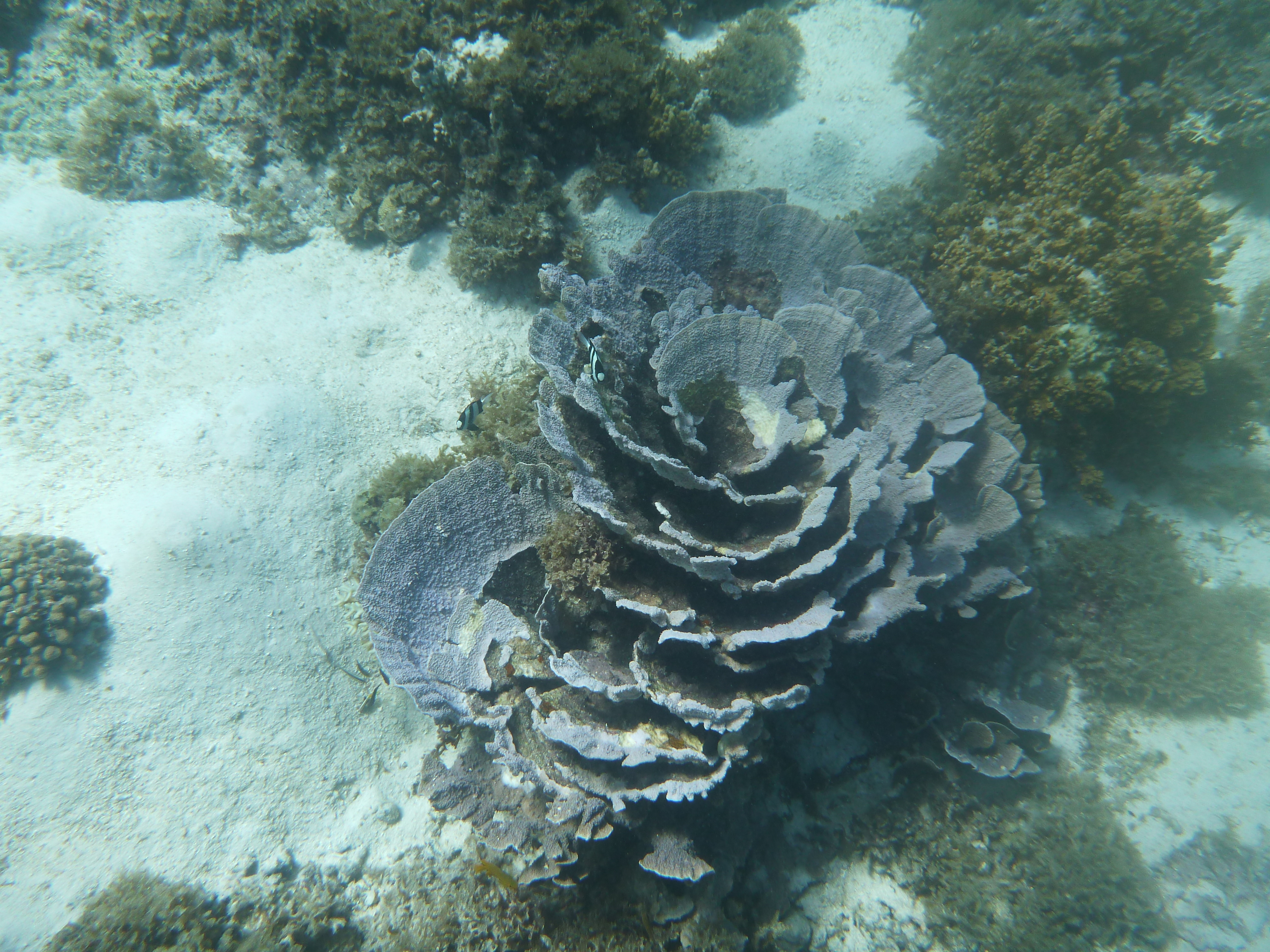
korál
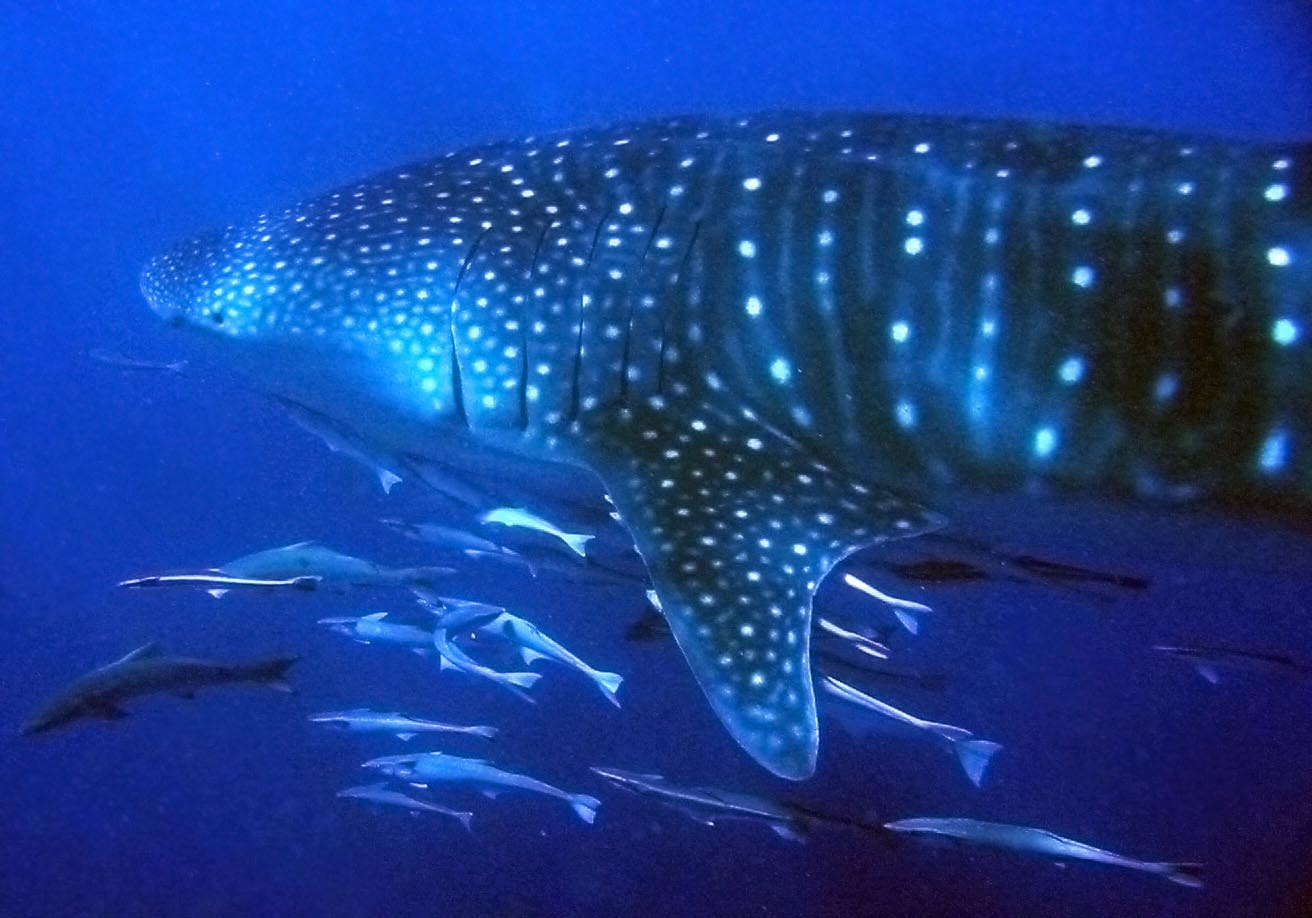
žralok obrovský
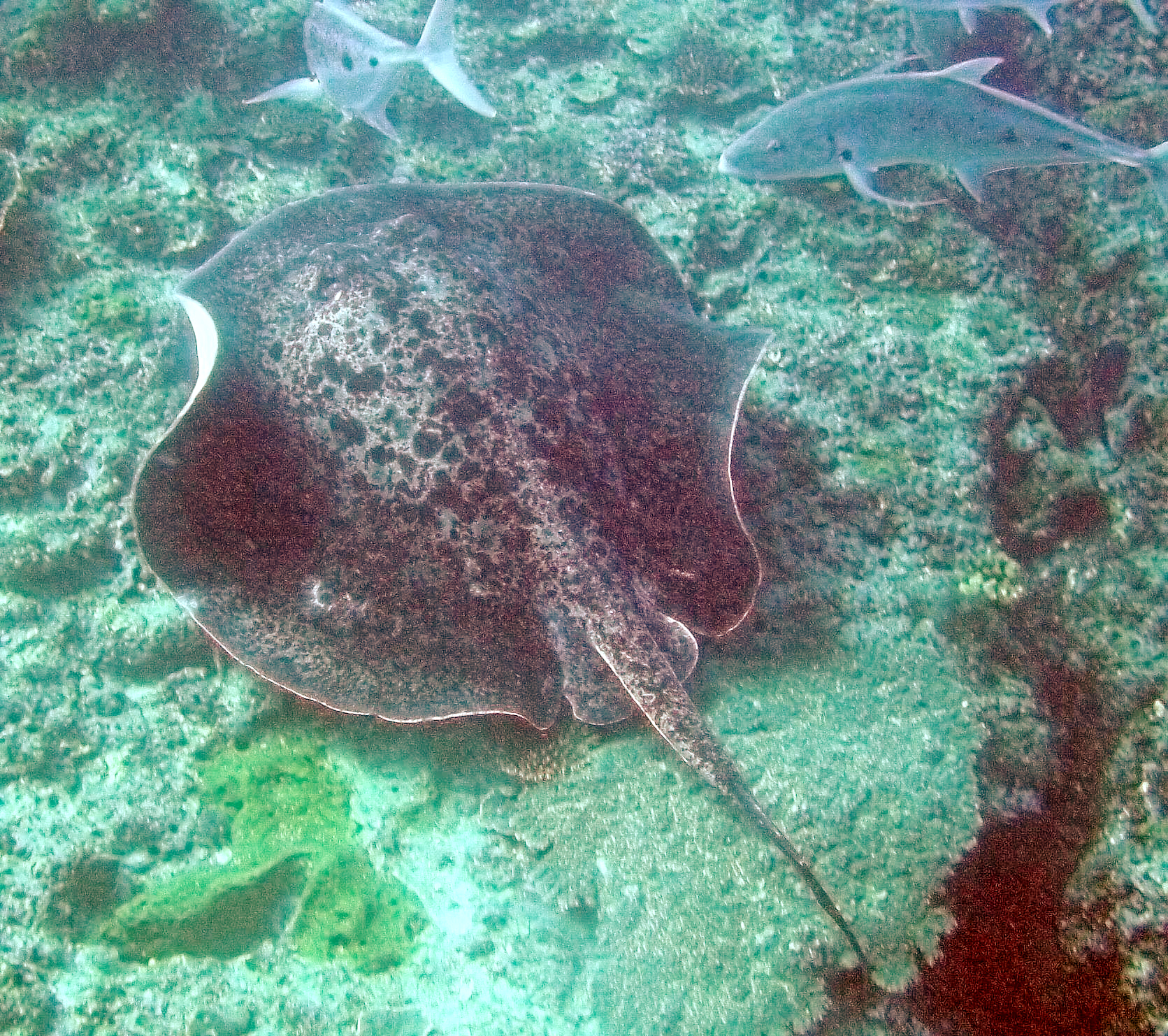
rejnok